# Morita Masakazu
Morita Masakazu (森田 成一 (Sâm-Điền Thành-Nhất) sinh ngày 21 tháng 10 năm 1972) là một seiyū và diễn viên người Nhật. Hiện nay anh đang làm việc tại Aoni Production. Anh cũng là người dẫn một số chương trình phát thanh internet, như Bleach B-Station hay Radio Rewrite. Morita được biến đến nhiều nhất qua vai diễn Kurosaki Ichigo (Bleach), Marco (One Piece), Tidus (Final Fantasy X), Auel Neider (Mobile Suit Gundam Seed Destiny), Pegasus Seiya (Saint Seiya - Hades Chapter), Troy Bolton (phiên bản tiếng Nhật của High School Musical và High School Musical 2), và Pod (Pokémon).
Trong lần trao giải Seiyu Awards đầu tiên vào tháng 3 năm 2007, Morita Masakazu đã đoạt danh hiệu "Nam diễn viên tân bình xuất sắc nhất" nhờ vai diễn Kurosaki Ichigo của anh.

## Vai diễn

### Vai anime và TV
- Aqua Kids (Juno)
- Baccano! (Claire Stanfield)
- Bakuman (Hiramaru Kazuya)
- Bakuman 2 (Hiramaru Kazuya)
- Bakuman 3 (Hiramaru Kazuya)
- BECK (Hyoudou Masaru)(nas aiman bin zanuri)
- Bleach (Kurosaki Ichigo, Hollow Ichigo)
- Detective Conan (Ryosuke Fukuma trong tập 419 và 420)
- Dragon Ball: Yo! Son Goku and His Friends Return!! (Tarble)
- Dragon Ball Z: Battle of Gods (Whis)
- Diamond Daydreams (Yuu)
- Eden of the East (Yūki Ryō)
- Final Fantasy VII Advent Children - diễn viên phim
- Hakkenden: Touhou Hakken Ibun - Hazuki
- Heat the soul (Konstantín Balmont)
- Interlude (Nameless)
- Kiniro no Corda (Hihara Kazuki)
- Kingdom (Xin; Tian Ci (mùa 2, tập 7-8))
- Kite Liberator (Rin Gaga)
- Marginal Prince (Alfred Visconti)
- Kidou Senshi Gundam SEED Destiny (Auel Neider)
- Major (Sato Toshiya)
- One Piece (Marco)
- Onmyou Taisenki (Yoshikawa Yakumo)
- Pocket Monsters: Best Wishes (Pod)
- Prince of Tennis (Tashiro)
- Ring ni kakero (Takane Ryuji)
- Saint Seiya Omega (Sagittarius Seiya) (tập 90)
- Sengoku Basara (Maeda Keiji)
- Sengoku Basara 2 (Maeda Keiji)
- Saint Seiya: Hades Chapter (Pegasus Seiya)
- SD Gundam Sangokuden Brave Battle Warriors (Ryomou Dijeh)
- Sonic X (Chris Thorndyke (người lớn))
- Tiger & Bunny (Barnaby Brooks Jr.)
- Zyuden Sentai Kyoryuger (Tanabanta Debo) (tập 20)
- THÁNH ĐẤU SĨ SEIYA: Hiệp sĩ hoàng đạo (Phượng Hoàng Nero)

### Vai trò chơi
- Dòng Bleach (Kurosaki Ichigo)
- Bakumetsu Renka Shinsengumi (Hasami Kondo)
- Datenshi no Amai Yuuwaku x Kaikan Phrase (Nagai "Santa" Yoshihiko)
- Dissidia: Final Fantasy (Tidus)
- Dissidia 012 Final Fantasy (Tidus)
- Dragon Ball Heroes (Avatar: Saiyan (male), Berserker-type; Whis)
- Dragon Ball: Raging Blast 2 (Tarble)
- Dragon Ball Z: Ultimate Tenkaichi vai Hero Modes 'Evil Voice'
- Dynasty Warriors 5 (Pang De)
- Final Fantasy VIII (Zell) vai Motion Capture
- Final Fantasy X (Tidus)
- Final Fantasy X-2 (Tidus), (Shuyin)
- J-Stars Victory Vs (Kurosaki Ichigo, Pegasus Seiya)
- Kingdom Hearts (Tidus)
- Dòng Kiniro no Corda (Kazuki Hihara)
- Puyo Puyo! 15th Anniversary (Schezo Wegey)
- Puyo Puyo 7 (Schezo Wegey)
- Rewrite (Tennouji Kotarou)
- Riveria: The Promised Land (Ledah)
- Saint Seiya: Brave Soldiers (Pegasus Seiya)
- Saint Seiya Senki (Pegasus Seiya)
- Sengoku Basara 2 (Maeda Keiji)
- Shiratsuyu no Kai (Shin Nakamachi)
- Signal (Yamato "None" Hoshoin)
- Summon Night: Swordcraft Story 2 (Loki)
- Sweet Fuse: At your side (Kouta Meoshi)
- Tokimeki Memorial Girl's Side: 2nd Kiss (Teru Saeki)
- Transformers Armada The Game (Hot Shot)
- Yo-Jin-Bo: The Bodyguards (Shiraanui Yozaburo)
- Genshin Impact (Thoma)

### Vai drama CD
- Lupin III (2012) (Arsene Lupin)
- Special A (Karino Tadashi)
- Superior (Lakshri)
- Di[e]ce (Kanzaki Naoto)

### Vai lồng tiếng phim nước ngoài
- 17 Again (Mike O'Donnell (teenage))
- Charlie St. Cloud (Charlie St. Cloud)
- The Derby Stallion (Patrick McCardle)
- The Green Hornet (Kato)
- High School Musical (Troy Bolton)
- High School Musical 2 (Troy Bolton)